# Zensorat
Das Zensorat (chinesisch 御史臺 / 御史台, Pinyin yùshǐtái; später 都察院,  dūcháyuàn) war eine hochrangige Behörde im Kaiserreich China (221 v. Chr. – 1915), deren Hauptaufgabe die Überwachung und Kontrolle der Staatsbediensteten war. 
Die mit weitreichenden Vollmachten ausgestatteten Inspektoren des Zensorats – die Zensoren – begutachteten die Verwaltungsstrukturen im gesamten Reich, überprüften die Leistungen der zivilen wie auch militärischen Beamten und bestraften gegebenenfalls Fehlverhalten, insbesondere Korruption, Rechtsbeugung und Unsittlichkeit. Sie waren befugt, auch die höchsten Würdenträger zu kritisieren, zeitweise sogar den Kaiser. Meist war das Zensorat aber ein persönliches Machtinstrument des Kaisertums, um die Administration unter Kontrolle zu halten. Die Zensoren galten als „Augen und Ohren“ des Kaisers. Sie hatten direkten Zugang zu ihm und konnten ungeschönt über die Situation in den Behörden sowie den Provinzen berichten.
Zur Vermeidung von Machtmissbrauch wurden als Zensoren üblicherweise eher junge und rangniedrige Zivilbeamte rekrutiert, die das Amt nur für einen zeitlich begrenzten Zeitraum ausübten.

## Geschichtliche Entwicklung
Das Zensorat basierte auf dem konfuzianischen Konzept der Ermahnung beziehungsweise Remonstranz/Remonstration (諫,  jiàn). Es hatte während fast der gesamten Kaiserzeit Bestand, war aber im Laufe dieser über zweitausend Jahre deutlichen Umbrüchen unterworfen. 
Die Begriffe „Zensor“ und „Zensorat“ sind westliche Übersetzungen (abgeleitet vom lateinischen Censor) für mehrere chinesische Bezeichnungen.
Das Amt entstand während der Qin- und Han-Zeit (221 v. Chr. bis 220 n. Chr.) und wurde zunächst als Yushitai (御史臺 / 御史台) bezeichnet. Der oberste Zensor trug den Titel Yushi Dafu (御史大夫). Diese Position war allerdings häufig nicht oder nur ehrenhalber besetzt, so dass dann ein Vize-Zensor mit dem Titel Yushi Zhongcheng (御史中丞) die Amtsgeschäfte führte.
Während der Tang-Dynastie (618–907) entwickelte sich das Zensorat zu einem der Hauptorgane des Staatswesens. Es war in drei Abteilungen gegliedert: das Palastbüro (殿院,  dianyuan), das Ermittlungsbüro (察院,  chayuan) sowie das Hauptquartierbüro (臺院,  taiyuan). Die Zensoren besaßen nun auch umfangreiche polizeiliche und richterliche Kompetenzen, konnten also selbst Strafen aussprechen und Personen inhaftieren. Zu den vielen Zuständigkeiten des Zensorats gehörte auch die Kontrolle der kaiserlichen Schatzkammer, womit es ein beträchtliches Mitspracherecht in Finanzfragen erlangte. Trotz eines formal eher niedrigen Ranges in der Staatshierarchie übten die Zensoren somit großen Einfluss aus.
Mit dem Niedergang der Zentralgewalt schwand auch die Macht des Zensorats; im 9. Jahrhundert war „Zensor“ faktisch ein Ehrentitel ohne Machtbefugnisse. 
Die Song-Dynastie (960–1279) übernahm zunächst die Struktur des Zensorats von der Tang-Dynastie und baute dessen Befugnisse sogar noch aus. Analog zu den Sechs Ministerien wurde auch das Zensorat im sechs Abteilungen gegliedert. Diese Struktur blieb grundsätzlich auch bei den nachfolgenden Jin- und Yuan-Dynastien bestehen. 
Die Ming-Kaiser herrschten viel autokratischer als frühere Dynastien. Unter dem Dynastiegründer Hongwu fand um 1380 eine komplette Neuorganisation statt. Das Yushitai-Zensorat wurde aufgelöst und durch eine aus vier Abteilungen bestehende Behörde namens Duchayuan (都察院) ersetzt. Geleitet wurde dieses neue Zensorat durch zwei Oberzensoren (linker und rechter oberster Zensor), die als Duyushi (都御史) tituliert wurden und einen hohen Rang (2a) erhielten. Personell wurde das Zensorat deutlich vergrößert. Im Gegensatz zur bisher üblichen Praxis wurden sämtliche 110 Zensoren persönlich vom Kaiser ausgewählt. Ebenso mussten diese von nun an zunächst ihm persönlich und erst im Anschluss ihren Vorgesetzten innerhalb des Zensorats Bericht erstatten. Alle diese Maßnahmen hatten das Ziel, eine Machtkonzentration beziehungsweise Monopolstellung einzelner Beamter zu verhindern.
Die Bedeutung des Zensorats nahm während der 1425 beginnenden Herrschaft des Xuande-Kaisers weiter zu. Dieser war der Ansicht, dass die Zensoren zu nachsichtig gegenüber Korruption und Unsittlichkeit waren und im Allgemeinen ineffizient arbeiteten. Die Leitung wurde dem sittenstrengen Gu Zuo übertragen. In der Folgezeit wurden zahlreiche Zensoren wegen Duldung von Korruption, Umgang mit Prostituierten oder schlichtweg Untüchtigkeit entlassen. Das Zensorat erhielt zusätzliche Kompetenzen und wurde zu einer schlagkräftigen Behörde umstrukturiert, die sich wieder an der Organisation der Sechs Ministerien orientierte. Es wurde damit zu einer mächtigen und gefürchteten Institution mit großem Prestige. Kritik am Kaiser war aber ein absolutes Tabu; selbst für indirekte Kritik konnten Zensoren grausam hingerichtet werden. Generell konnte sich ein Zensor schnell viele Feinde machen, weshalb aufstrebende Beamte eine Tätigkeit für das Zensorat trotz des damit verbundenen Prestiges in ihrer Laufbahn häufig zu vermeiden versuchten. Die Angst der Verwaltungsbeamten vor dem Zensorat einerseits und andererseits die Angst der Zensoren für zu starke Kritik in Ungnade zu fallen, sollte langfristig zu einer statischen und innovationsscheuen Administration führen.
Die Qing-Dynastie (1636–1912) behielt das Duchayuan-Zensorat bei und vergrößerte es weiter. Die meisten Positionen wurden nun doppelt von Han-Chinesen und Mandschu besetzt. Es gab sechs Büros der Überprüfung (je eines für jedes Ministerium) und eine übergreifende Leitungsebene bestehend aus den Ober- und Vize-Zensoren.
Im 19. und frühen 20. Jahrhundert galt das Zensorat als eine Bastion der konservativen und anti-westlichen Kräfte. Mit dem Ende des chinesischen Kaiserreichs 1911 wurde es schließlich aufgelöst. Als indirekte Nachfolgeorganisation entstand jedoch in der Republik China 1928 das Kontroll-Yuan (監察院 / 监察院,  Jiānchá Yùan), das bis heute in Taiwan Bestand hat.

## Außerhalb Chinas
Die sinisierten Nachbarstaaten des „Reichs der Mitte“ kopierten das chinesische Verwaltungssystem und schufen damit auch meist eine dem Zensorat vergleichbare Behörde.
Bedeutung erlangte das Zensorat vor allem in Korea: Aufgrund der verhältnismäßig schwachen Stellung des Königs gegenüber der Aristokratie hatte das koreanische Zensorat deutlich mehr Macht, darunter auch das Recht, den Monarchen selbst zu kritisieren. Während der Joseon-Zeit (1392–1897) bestand das Zensorat (Samsa) aus drei Behörden (Saheonbu, Saganwon und Hongmun-gwan), die durch eine vierte Institution namens Kyongyon ergänzt wurden.
In Japan gab es in der Nara- und Heian-Zeit (8.–12. Jahrhundert) nach Tang-chinesischem Vorbild ein Zensorat, das als Danjōdai bezeichnet wurde. Bekannter sind die als Metsuke und Ōmetsuke titulierten Zensoren des Edo-Shōgunats (1603–1868). Diese inspizierten im Auftrag des Shōgun die Feudallehen (Han), sammelten Informationen und gingen gegen Korruption und Misswirtschaft vor. Ein negativer Bericht der Zensoren konnte für einen Daimyō zum Verlust seiner Ländereien führen. Während der Meiji-Restauration wurden die Metsuke abgeschafft und 1869 durch ein neues kaiserliches Zensorat – wieder Danjōdai genannt – ersetzt. Dieses ging bereits 1871 im Justizministerium auf.
In Vietnam existierte ein Zensorat während der sinophilen Nguyễn-Dynastie (1802–1945). Es wurde als Đô sát viện (Chữ Hán 都察院) bezeichnet und war weitestgehend eine Kopie des Duchayuan der Qing.